# Rádio Espectômetro da Ilha Bruny
O Rádio Espectômetro da Ilha Bruny, ou BIRS, foi um radiotelescópio na Ilha Bruny, operado de forma particular por Bill Erickson, à época um pesquisador associado na Universidade da Tasmânia. Ele foi projetado para medir frequências relativamente baixas de emissões do sol, variando de cerca de 62 MHz às frequências mais baixas possíveis que podem penetrar a ionosfera, que normalmente variam de 7 a 13 MHz.. Em janeiro de 2015, o BIRS teve uma falha de hardware e parou de publicar dados.